# Kirk/Spock

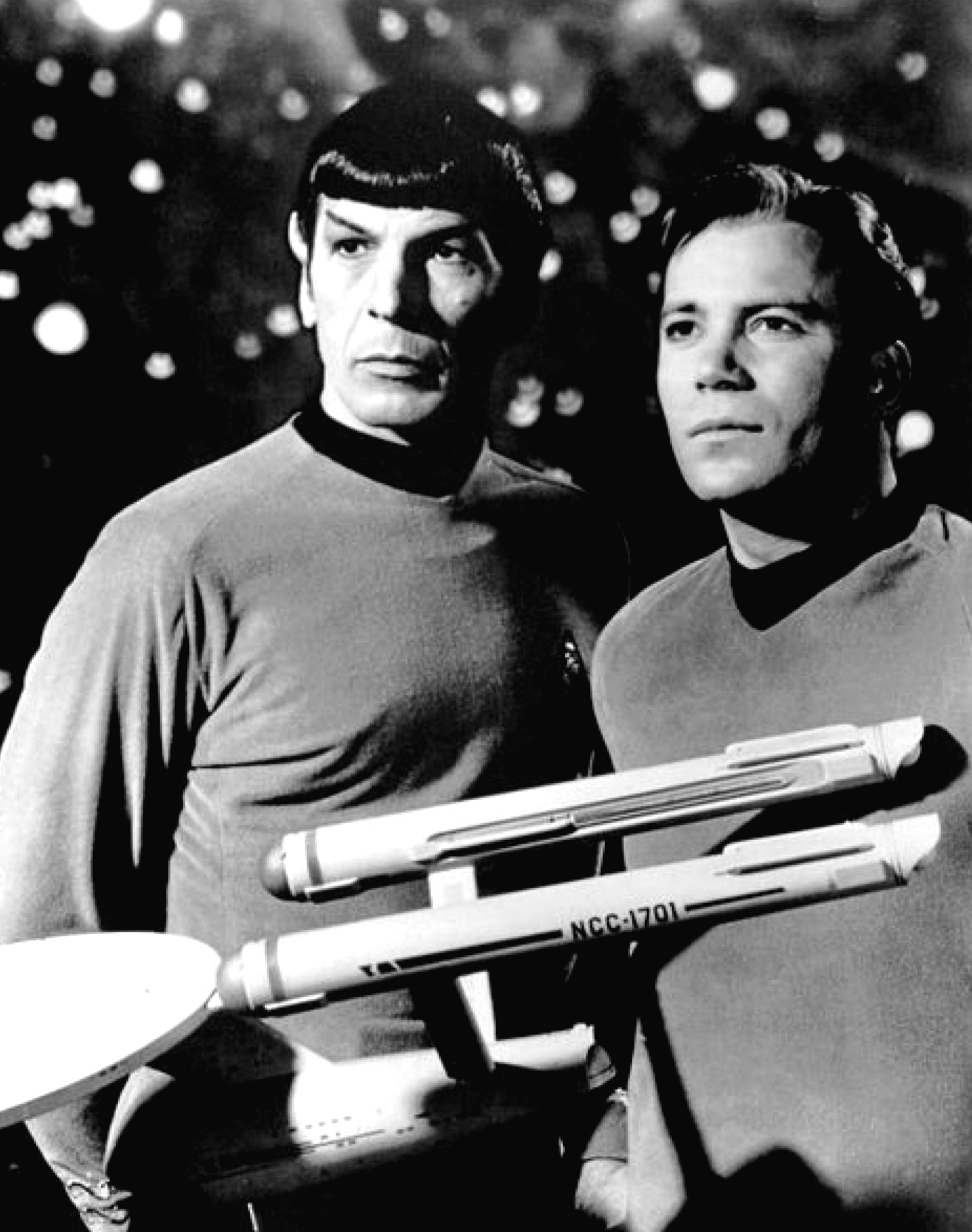
Foto publicitaria de Leonard Nimoy y William Shatner como el Sr. Spock y el Capitán Kirk del programa de televisión Star Trek.

Kirk/Spock, comúnmente abreviado como K/S o Spirk, se refiere a James T. Kirk y Spock de Star Trek, una pareja o ship popular en la ficción slash y según Henry Jenkins (un destacado estudioso de la ficción slash), posiblemente la primera pareja de este tipo. Al principio de la historia del fanfiction de Star Trek, algunos fans escritores comenzaron a escribir sobre una relación romántica y sexual entre Kirk y Spock, destacando un elemento romántico o sexual en la amistad entre ambos. Hasta 1998, la mayoría de los estudios académicos sobre ficción slash se centraron en el Kirk/Spock, ya que Star Trek era por entonces uno de los temas más longevos y prósperos de la ficción slash, mientras que su popularidad mainstream lo hacía uno de los títulos más accesibles para académicos y su audiencia. Como la primera pareja slash, el K/S fue creada y desarrollada en gran medida de forma independiente de la influencia de otras ficciones slash, y la mayoría de las convenciones del género slash fueron vistas primero en el slash K/S.

## Orígenes y respuestas de los creadores
Muchas escenas homosociales entre Kirk y Spock han sido interpretadas por algunos fans como poseedoras de matices homoeróticos significativos. Por ejemplo, en Star Trek: La película, Spock se da cuenta de que las emociones «juegan un papel importante en la riqueza de la vida». En una escena particular de la película, Spock, acostado en la enfermería, toma la mano de Kirk y dice que comprende «este simple sentimiento». Woledge señala que tanto el gesto como las palabras son «ambiguos» y pueden interpretarse como homoeróticos. El contacto visual y los gestos a lo largo de la serie también han sido citados como parte de un subtexto homoerótico en su relación.
En la novelización de Star Trek: La película escrita por Gene Roddenberry, él introduce el término vulcaniano t'hy'la para describir la relación entre Kirk y Spock, traduciéndolo como amigo, hermano o amante. Respecto a esto, se añadió una nota al pie donde Kirk aborda el rumor de que él y Spock eran amantes:

Nunca estuve al tanto de este rumor de que éramos «amantes», aunque me han dicho que Spock se encontró con él varias veces. Aparentemente, siempre lo desestimó con su característico levantamiento de la ceja derecha, que generalmente connotaba alguna combinación de sorpresa, incredulidad y/o molestia. En cuanto a mí, aunque no tengo objeciones morales ni de otro tipo al amor físico en cualquiera de sus muchas formas terrestres, alienígenas y mixtas, siempre he encontrado mi mayor gratificación en esa criatura llamada mujer. Además, no me gustaría que se pensara que soy tan tonto como para elegir una pareja amorosa que entra en celo sexual solo una vez cada siete años.

En una entrevista, tras revelar que había elegido a Shatner como Kirk en parte por su interpretación de Alejandro Magno, Roddenberry habló sobre los fans que veían un posible paralelismo entre Alejandro y Hefestión y el Kirk/Spock:

Marshak y Culbreath: Actualmente, hay una gran cantidad de escritos en el movimiento de Star Trek que compara la relación entre Alejandro y Hefestión con la relación entre Kirk y Spock, enfocándose en la cercanía de la amistad, el sentimiento de que morirían el uno por el otro.

Roddenberry: Sí, ciertamente hay algo de eso, con matices de amor. Amor profundo. La única diferencia es que el ideal griego... nunca sugerimos en la serie... amor físico entre los dos. Pero es ... ciertamente sentíamos que el afecto era suficiente, si ese fuera el estilo particular del siglo XXIII. (Se muestra pensativo.) Eso es muy interesante. Nunca lo había pensado antes.

En una entrevista similar, Roddenberry afirma:

…Definitivamente lo diseñé como una relación amorosa. Y espero que para los hombres… que han tenido miedo de tales relaciones… que [Spock y Kirk] los animen a poder sentir amor y afecto, verdadero afecto… amor, amistad y profundo respeto. Esa fue la relación que intenté plasmar. También pienso que intenté plasmar la sensación de que muy pocos de nosotros estamos completos por nosotros mismos. Es algo bastante encantador… donde dos mitades forman un todo.

Otra escena clave que puede interpretarse como homoerótica es en Star Trek II: La ira de Khan, cuando Spock muere y le dice a Kirk: «He sido y siempre seré tu amigo». En 1985, Roddenberry impidió la publicación de Killing Time, una novela que sugería la existencia de tal relación entre Kirk y Spock. También se ha señalado que, aunque Kirk tuvo muchas compañeras femeninas a lo largo de la serie, siempre las dejaba atrás, citando sus deberes con la Enterprise, pero frecuentemente arriesgaba la Enterprise y desafiaba sus deberes declarados para mantener a Spock a salvo. Durante la producción de «El permiso», el escritor Theodore Sturgeon sugirió, al criticar una escena con McCoy y dos mujeres, que «la fricción enigmática entre Bones y Spock» debería abordarse en un episodio futuro con un masaje prostático. «El permiso» también contenía una escena de masaje en la espalda donde Kirk cree que está siendo masajeado por Spock.
La primera historia conocida de fanfiction Kirk/Spock fue A Fragment Out of Time de Diane Marchant, publicada en el fanzine Grup #3 (septiembre de 1974). Consistía en una escena de sexo, pero estaba escrita para no identificar a sus participantes ni aclarar el sexo de ambos; Marchant afirmó en el siguiente número, sin embargo, que se trataba de Kirk y Spock.: 281 : 18, 19, 24  Aunque muchos de los primeros fans de Star Trek eran aficionados a la ciencia ficción en general, a medida que aumentaba la popularidad del programa, el show adquirió fans a los que el programa les atraía como una serie de «compañerismo» o como una saga heroica/romántica en la que Kirk y Spock eran el foco. Esto llevó a una cantidad de fanfiction sobre el programa que se centraba en las relaciones entre los personajes, con menos énfasis en los elementos de ciencia ficción. Muchos de estos fans encontraron que la profunda amistad entre Kirk y Spock era el tema más interesante para explorar en el fanfiction de Star Trek.
Dichas historias de «relaciones» (K&S) eran distintas de las homoeróticas (K/S), pero ambas a menudo sacaban a Kirk y Spock de la Enterprise para evitar «distracciones» de ciencia ficción como la propia nave espacial o la Federación.: 23  En junio de 1976 apareció el primer fanzine dedicado al Kirk/Spock, pero a medida que crecía el número de fans no aficionados a la ciencia ficción, las historias de «relaciones» se convirtieron en pocos años en la forma dominante de fanfiction de Star Trek fuera del género K/S.: 23  Para 1987, existían 30 fanzines K/S, en contraste con 47 que no eran K/S.: 77 
Entre los fans de Star Trek, la pareja era referida eufemísticamente como «la premisa», y mencionarla como tal era un shibboleth verbal o un «apretón de manos secreto» usado para identificar a fans afines.

### Otras respuestas
Susan Sackett, asistente personal de Gene Roddenberry durante 17 años, a veces comentaba sobre el fenómeno slash. En septiembre de 1978, un fan mencionó una carta que Sackett envió al presidente de un club de fans del Reino Unido, comentando sobre el debate acerca de la aceptabilidad de incluir ficción K/S en los fanzines: 

«Susan Sackett, asistente de Gene Roddenberry, afirmó en una carta a Janet fechada el 27 de febrero que 'Gene y los ejecutivos de Paramount sienten que esto es perjudicial para el concepto de STAR TREK, ya que nunca fue la intención al crear la serie.'»

El escritor de Star Trek: La serie original, David Gerrold, también ha hablado en ocasiones sobre el slash K/S. En 1985, Gerrold comentó:

Una de las verdades que he estado diciendo últimamente es que Kirk y Spock no son amantes... ni siquiera son novios. Solo son buenos amigos. Esto ha ofendido a toda una subcultura que está convencida de que lo son... Estuve en una convención en Milwaukee hace unas semanas. Esta señora se me acerca con este tema, y después de una discusión de treinta minutos, finalmente dije: «¡Basta! Estamos discutiendo sobre si dos personajes ficticios están metiendo las manos en los pantalones del otro.»

Cuando se le preguntó sobre si había contenido homoerótico intencional entre Kirk y Spock en el programa, y en particular en el episodio «La época de Amok», la escritora de Star Trek, D.C. Fontana, respondió:

«En respuesta a tu pregunta, NO. No había dobles sentidos homosexuales en el guion, al menos ninguno que fuera deliberado. Si algunos espectadores eligieron leer eso en el diálogo, etc., ese es su punto de vista, pero ciertamente no el nuestro. El escritor Theodore Sturgeon estaba tratando de revelar el interior humano de Spock en una lucha con lo que su cultura, su crianza y su herencia mitad humana/mitad vulcaniana le habían inculcado sobre la emoción y controlarla en una situación fuera de control. También fue una mirada a la cultura vulcaniana que nadie había visto antes. Eso es TODO lo que estábamos haciendo. He oído esta tontería (especialmente sobre Kirk/Spock) durante años. No tiene base. Espero que esta respuesta te sea útil.»

## Subcultura slash

### Interés académico
Como una de las primeras subculturas de «fandom» en surgir, Star Trek y K/S han atraído la atención de académicos, particularmente aquellos interesados en la ficción slash. Henry Jenkins argumentó que la subcultura del «fandom», incluyendo la escritura de fanfiction, permite a grupos subrepresentados expresar sus propios intereses y ansiedades a través de un fenómeno cultural dominante. En este proceso, el fanfiction reescribe el medio original al expandir, enfatizar y filtrar el contenido en diversos grados. Jenkins afirma que la forma en que el K/S reapropia la narrativa y los personajes de Star Trek para la interpretación propia de los fans es algo que hacen todas las historias de fanfiction, no solo K/S.
Muchos académicos han sugerido que la ficción slash K/S no trata sobre homosexualidad o sexo en absoluto. Joanna Russ argumentó que las mujeres que escribían ficción slash K/S exploraban el deseo de una relación idealizada donde ambas partes fueran verdaderamente iguales, sin estar limitadas por las normas de género. Este tipo de relación era difícil de imaginar en una relación heterosexual, y así nació K/S. Lamb y Veith afirmaron de manera similar que una relación igualitaria era difícil de escribir en un modelo heterosexual, y K/S unía rasgos masculinos y femeninos de ambos personajes para crear una combinación «andrógena». Por lo tanto, la ficción slash K/S trata de trascender las normas y relaciones de género. Falzone ha sugerido que el K/S «cuestiona» la narrativa original de Star Trek, lo que sirve para liberar a uno de las creencias tradicionales y, específicamente en relación con Star Trek, imaginar mejor la utopía sin prejuicios que se vislumbraba en Star Trek: La serie original. También permite a los fans resistir el control de los medios corporativos sobre las narrativas aceptadas en el universo de Star Trek.
Por otro lado, algunos académicos han argumentado otras razones por las que se escribe la ficción slash K/S. Camille Bacon-Smith especula que K/S es una forma para que las mujeres «discutan abiertamente la sexualidad de manera no crítica». La representación de Kirk y Spock en los fanzines K/S ha sido descrita como «dos individuos iguales que se complementan», y un tema clave ha sido que pueden seguir trabajando y aún ser una pareja, ya que su relación mejora su capacidad para desempeñar competentemente sus trabajos. Un fan ha dicho de la pareja:

«K/S lo tiene todo: amistad, drama de relaciones que se resuelve, enormes expresiones de devoción a través del sacrificio, confianza y compromiso durante décadas. Es realmente difícil encontrar otra pareja ficticia que haya hecho todo eso y lo haya hecho tan bien».

Bacon-Smith también especuló que, dado que Kirk y Spock muestran rasgos estereotípicamente femeninos en la ficción slash K/S, esto permitió a las escritoras y lectoras predominantemente femeninas de ficción slash explorar sus propias fantasías sexuales. Constance Penley argumentó que las mujeres que escriben ficción slash K/S se convierten en «científicas populares» al tomar figuras de los medios masivos (Kirk y Spock) para crear sus propias producciones desde una posición marginada en relación con la sociedad patriarcal y las normas de los medios corporativos. Las posibles razones por las que las mujeres heterosexuales escriben ficción slash homosexual masculina incluyen: identificarse con el héroe debido al enfoque original en un héroe en lugar de una heroína, otorgar a los hombres responsabilidad emocional al reescribir personajes masculinos, o reordenar las normas sexuales típicas, a través de las cuales la escritora femenina podría reconcebir su propio rol sexual.
El K/S también podría servir como una especie de «Mary Sue» que implica el deseo de los escritores de incluir la homosexualidad donde había sido ignorada en el material original. Aunque no hay consenso sobre cómo se representa la homosexualidad en Star Trek, Woledge sugiere que, dado que las historias K/S se basan en muchos eventos particulares del canon de Star Trek, el texto en sí mismo es homoerótico.
Star Trek y K/S también son importantes para el estudio del vidding. En 1975, Kandy Fong realizó una presentación de diapositivas en la convención Equicon/Filmcon compuesta por escenas cortadas de Star Trek, imágenes fijas, fragmentos de audio y música. Esta presentación a menudo se considera el primer fanvid que dio inicio a la subcultura del vidding. Con el apoyo de Gene Roddenberry, Fong produjo varias horas de espectáculos, algunos de los cuales fueron filmados y tenían un audio más limpio añadido, en un ejemplo temprano de vidding. Fong se inspiró para hacer estas presentaciones basándose en videos promocionales de los Beatles. El vidding ha sido utilizado en la subcultura K/S mediante el uso de clips de los episodios superpuestos con otro audio hablado o cantado. Henry Jenkins ha señalado que ciertas escenas son seleccionadas por los vidders y usadas en múltiples fanvids. Un ejemplo temprano es «Both Sides Now» de Fong de 1980, que explora el contraste y la ambigüedad entre las voces internas y externas de Spock para sugerir que Spock podría ser bisexual.

### Recursos narrativos comunes
Ubicar a Kirk y Spock en el entorno de Star Trek puede ser tanto beneficioso como limitante para los autores de K/S. Situar a los personajes allí proporciona familiaridad para la audiencia y minimiza la construcción de mundos para el autor. Sin embargo, una dificultad potencial es proporcionar una explicación de por qué la historia no se centra en la misión, para enfocarse en la relación entre los dos hombres.
Pon farr, una respuesta fisiológica introducida en «La época de Amok» que obligaba a los vulcanos a «tener sexo o morir», es un dispositivo usado en algunas historias como The Ring of Soshern, un fanfiction anterior a 1976 donde Kirk y Spock quedan varados en un planeta desconocido. Sin embargo, otros escritores sugieren que es biológicamente imposible para un hombre consumar el pon farr con otro hombre. Además, en la Serie Original, se establece claramente que los vulcanos están legalmente vinculados a su pareja en la infancia. Pueden descuidar la relación en años futuros, pero el pon farr les obliga a consumar el matrimonio en el momento apropiado. Los vulcanos deben aparearse o morir intentándolo. Sin embargo, en «La época de Amok», Spock participa en el kal-if-fee, una batalla ritual vulcaniana, y descubre que una alternativa a ceder al pon farr es matar a otro, y así el imperativo del pon farr de Spock termina después de que mata. Elementos argumentales comunes similares incluyen el plak tow («fiebre de sangre») que precede al inicio del pon farr; el hecho de que Kirk, debido a su vínculo empático con Spock, puede sentir cuando Spock está a punto de entrar en pon farr, lo que incluso hace que Kirk sufra algunos de sus síntomas; y la «muerte persistente», el destino de un varón vulcaniano en pon farr que no puede reclamar una pareja.
Otro elemento clave en las historias de «primera vez» y en las historias de relaciones establecidas es la fusión mental, ya sea como una forma de romper las barreras entre los hombres o como un recurso narrativo. Los permisos para tierra también son escenarios comunes, ya que la trama puede centrarse en los personajes mismos en lugar de sus responsabilidades a bordo de una nave estelar. El tropo «herido/consolado» (Hurt/comfort) también es común, en el que un personaje está herido de alguna manera y el otro lo atiende. Este tropo tiende a combinarse con tramas de «primera vez» y a menudo funciona para hacer que los personajes se den cuenta de sus sentimientos hacia el otro.

### Reacción negativa
En general, los fans a menudo han sido avergonzados y atacados por escritores tanto de los medios como académicos. Esto aislaría a esos fans y sus interpretaciones, a menudo no conformes con las perspectivas tradicionales, de sus medios de interés. En Inglaterra, el slash era un delito punible que violaba las leyes de obscenidad. Como resultado, los participantes de la subcultura K/S a menudo eran excluidos de la comunidad de fans convencional. Las participantes femeninas de la subcultura de ficción slash fueron especialmente objeto de burla debido a estereotipos de género y discriminación. Los fans de K/S fueron aún más rechazados debido a los estigmas contra la homosexualidad en ese momento.

## Después del reinicio cinematográfico de 2009
En la película de 2009 Star Trek, Spock y Nyota Uhura son representados como una pareja romántica. Esto llevó a que algunos fans de Kirk/Spock desaprobaran a Uhura, incluido Henry Jenkins, quien expresó la opinión de que en la película de 2009, el personaje de Uhura está principalmente para ser el «objeto amoroso» en «algún tipo de triángulo romántico aún por explorar» entre Kirk y Spock, y para desalentar explícitamente a los fans del slash. Margaret A. Weitekamp y Christine Scodari expresaron la opinión de que la representación del personaje de Uhura en el reinicio es un paso adelante en términos de la representación de mujeres de color.
El 24 de agosto de 2013, en la Fan Expo Canada, el actor Zachary Quinto (quien interpreta a Spock en el Star Trek reiniciado, y quien es gay) respondió a un fan que le preguntó si su personaje ficticio (y él y Chris Pine, el actor que interpreta a James T. Kirk en el reinicio) son amantes:

No quiero faltar al respeto a las personas que escriben o leen fanfiction. No tengo absolutamente ningún interés en ello, no me interesa, entiendo que interese a otras personas, respeto su deseo de estar interesados en ello, pero creo que tanto Kirk como Spock, y definitivamente yo y Chris, somos solo buenos amigos. Cualquier sugerencia de lo contrario dice más sobre la persona que hace esa sugerencia que sobre la vida de los personajes.

## Lecturas complementarias
- Alexander, A.; Harris, C., eds. (1998). Theorizing Fandom: Fans, Subculture and Identity (en inglés). Hampton: Hampton Press.
- Bacon-Smith, C. (1992). Enterprising Women: Television Fandom and the Creation of Popular Myth (en inglés). Pittsburgh: University of Pennsylvania Press.
- Byrd, Patricia (Primavera, 1978). «Star Trek Lives: Trekker Slang». American Speech (en inglés) 53 (1): 52-58.
- Cherny, L.; Weise, E. R., eds. (1996). Wired women : gender and new realities in cyberspace (en inglés). Seattle: Seal press.
- Curtin, Mary Ellen. «A Bibliography of Early K/S». Foresmutters Project. Copyright 2000.
- Jenkins, Henry (1992). Textual Poachers Television Fans & Participatory Culture (en inglés). Nueva York: Routledge.
- Russ, J. (s.f.). Another Addict Raves About K/S. Nome, 8.